# 194 Prokne
A 194 Prokne a Naprendszer kisbolygóövében található aszteroida. Christian Heinrich Friedrich Peters fedezte fel 1879. március 21-én.